# Drosophila quinaria
Drosophila quinaria är en tvåvingeart som beskrevs av Friedrich Hermann Loew 1866. Drosophila quinaria ingår i släktet Drosophila och familjen daggflugor.
Artens utbredningsområde täcker delar av Nordamerika, från Minnesota och Quebec i norr, till Missouri och Virginia i söder.